# Steve Allen
Steve Allen (26. prosince 1921 – 30. října 2000) byl americký komik, herec, spisovatel, hudebník a hudební skladatel.

## Život
Narodil se roku 1921 v New Yorku do rodiny irského původu. Později se přestěhoval do Los Angeles, kde působil jako hlasatel na různých rozhlasových stanicích. Roku 1955 hrál hlavní roli ve filmu The Benny Goodman Story. V roce 1954 se stal vůbec prvním uvaděčem pořadu The Tonight Show, který později uváděli například Johnny Carson (1962–1992) a Jimmy Fallon (od 2014). On sám z postu odešel roku 1957, kdy jej nahradil Jack Paar. Později, v letech 1956 až 1964, měl na NBC vlastní pořad The Steve Allen Show. V roce 1964 nahradil původního moderátora Garryho Moorea v pořadu I've Got a Secret, ve kterém zůstal po dobu následujících devíti let.
Později působil v dalších televizních pořadech a působil i jako herec. Jako skladatel přispěl například do filmu A Man Called Dagger z roku 1967. Dále je autorem více než padesáti knih. Roku 1986 byl uveden do Television Hall of Fame. Má dvě hvězdy na Hollywoodském chodníku slávy, první za svou rozhlasovou tvorbu a druhou za televizní. Jeho první manželkou byla v letech 1943 až 1952 Dorothy Goodman. Roku 1954 se oženil s herečkou Jayne Meadows, se kterou zůstal až do své smrti. Zemřel roku 2000 ve věku 78 let.